# Trevis
Trevis était un constructeur américain de monoplaces, ayant participé à cinq reprises aux 500 miles d'Indianapolis, entre 1951 et 1961. En 1960, Eddie Johnson termine sixième des 500 miles sur une Trevis à moteur Offenhauser, le meilleur résultat de la marque en championnat du monde. A.J. Foyt remporta la course de 1961 sur un modèle identique pour l'équipe Bignotti-Bowes Racing.